# Bestensee
Bestensee és un municipi alemany que pertany a l'estat de Brandenburg. Es troba entre la zona de Mittenwalder Gebiet i el llac Dahme, a uns 35 quilòmetres al sud de Berlín, iestà envoltada per nou llacs, entre els llacs són extenses àrees de bosc mixt. Entre Bestensee i Mittenwalde és l'àrea protegida de la Sutschketales. El riu Glunze travessa el municipi. Limita amb Königs Wusterhausen amb el Pätzer Hintersee al sud, Mittenwalde a l'oest i Heidesee a l'est.

## Evolució demogràfica
- Evolució demogràfica en els límits de 2019
- Evolució actual i les previsions demogràfiques

| Any  | Població |
| ---- | -------- |
| 1875 | 751      |
| 1890 | 987      |
| 1910 | 1 786    |
| 1925 | 2 285    |
| 1933 | 2 929    |
| 1939 | 3 583    |
| 1946 | 4 231    |
| 1950 | 4 089    |
| 1964 | 4 113    |
| 1971 | 4 145    |
| 1981 | 4 215    |
| 1985 | 4 494    |
| 1989 | 5 782    |

| Any  | Població |
| ---- | -------- |
| 1990 | 5 755    |
| 1991 | 5 777    |
| 1992 | 6 216    |
| 1993 | 5 960    |
| 1994 | 5 978    |
| 1995 | 5 978    |
| 1996 | 5 939    |
| 1997 | 5 990    |
| 1998 | 6 139    |
| 1999 | 6 238    |

| Any  | Població |
| ---- | -------- |
| 2000 | 6 319    |
| 2001 | 6 301    |
| 2002 | 6 313    |
| 2003 | 6 290    |
| 2004 | 6 534    |
| 2005 | 6 669    |
| 2006 | 6 601    |
| 2007 | 6 666    |
| 2008 | 6 651    |
| 2009 | 6 672    |

| Any  | Població |
| ---- | -------- |
| 2010 | 6 732    |
| 2011 | 6 597    |
| 2012 | 6 740    |
| 2013 | 6 860    |
| 2014 | 7 125    |
| 2015 | 7 367    |
| 2016 | 7 503    |
| 2017 | 7 785    |
| 2018 | 7 850    |
| 2019 | 8 002    |